# Obserwacja w pielęgniarstwie

## Istota i cel obserwacji pielęgniarskiej
"Obserwacja jest to uważne oglądanie, spostrzeganie elementów wyglądu i zachowania człowieka lub przedmiotów i zjawisk, w tym m.in. niewerbalnych aspektów komunikowania się."
Celem obserwacji pielęgniarskiej jest uzyskanie informacji (danych) o pacjencie, jego rodzinie i środowisku. Istotą obserwacji jest obiektywne spostrzeganie objawów, różnego rodzaju zmian w zachowaniu podmiotu opieki, których nie można uzyskać za pomocą wywiadu, analizy dokumentacji czy pomiaru. Jeśli mamy do czynienia z dzieckiem jako podmiotem opieki, którego wiek i stan zdrowia uniemożliwiają bezpośredni werbalny kontakt, obserwacja jest często podstawową metodą w ocenie stanu zdrowia i w dużej mierze zależy od niej postępowanie pielęgniarskie, lekarskie, umożliwiające ratowanie zdrowia i życia pacjenta.

## Rodzaje obserwacji
W czasie pierwszego kontaktu z pacjentem mamy do czynienia z obserwacją swobodną a jej wyniki rzutują na podjęcie obserwacji bardziej ukierunkowanej. Obserwacja ukierunkowana może mieć szeroki zakres, może być również źródłem istotnych dla pielęgnowania informacji, jeśli zostanie przeprowadzona w sposób odpowiedni- świadomy i umiejętny.

## Przedmiot obserwacji
Obserwacja podmiotu opieki, czy jego rodziny wobec potrzeby diagnozowania powinna być ukierunkowana na:
- wygląd ogólny, tj. budowę ciała, proporcje, wady budowy, ubiór, sposób poruszania się, stan higieny;
- mowę ciała, w tym mimikę;
- zmiany patologiczne np. na skórze i jej wytworach
- zachowanie pacjenta i jego rodziny, cechy temperamentu, wrażliwość, wydolność, tempo, np. ruchów,

mowy, umiejętność wysłuchania do końca wypowiedzi innych, impulsywność; emocje: ekspresyjne cechy mimiki,
fizjologiczne cechy napięcia (napięcie mięśniowe, tempo oddechu, pocenie się,
wydzielanie śliny i inne); zachowanie pacjenta w czasie rozmowy: intensywność
głosu, dynamika, tembr (jakość, barwa dźwięku), cechy artykulacji słów;
- reagowanie pacjenta i jego rodziny w różnych sytuacjach
- aktywność życiową pacjenta

## Cechy obserwacji pielęgniarskiej
Obserwacja pielęgniarska powinna charakteryzować się:
1. celowością – ścisłe określenie celu obserwacji pielęgniarskiej: podmiot (podopieczny) i przedmiot (zakres i charakter) obserwacji;
2. systematycznością (regularnością) – określenie planu obserwacji i jego realizacji w ściśle określonym czasie;
3. obiektywnością – bezstronne spostrzeganie i rejestrowanie faktów będących podstawą do interpretacji obserwacji, a także weryfikowania z innymi danymi uzyskanymi za pomocą, np. wywiadu, analizy dokumentów lub pomiaru;
4. selektywnością – skupianie uwagi na obserwowaniu najbardziej istotnych i ważnych zjawisk i zachowań pacjenta oraz jego rodziny w danej sytuacji zdrowotnej pacjenta.

## Zasady prowadzenia obserwacji
1. Nawiązanie i utrzymanie dwustronnego, werbalnego a także niewerbalnego kontaktu z pacjentem.
2. Ustalenie celu lub celów obserwacji.
3. Obserwacja powinna mieć charakter jak najbardziej obiektywny (bezstronny).
4. Należy obserwować dyskretnie.
5. Informacje uzyskane poprzez obserwację winno się odnotować w dokumentacji pacjenta.
6. Informacje niepewne należy zweryfikować za pomocą innych metod.
7. Poszanowanie godności, intymności i indywidualności pacjenta.
8. Przejawianie wobec pacjenta postawy życzliwości, cierpliwości; budowanie atmosfery wzajemnego zaufania i zrozumienia.
9. Gwarancja prawa do ochrony danych osobowych pacjenta.